# Filmfestival van Zürich
Het Filmfestival van Zürich (Zurich Film Festival - ZFF) is een jaarlijks filmfestival dat sinds 2005 in Zürich, Zwitserland, wordt gehouden. 
De focus van het festival ligt vooral op het promoten van opkomende filmmakers van over de hele wereld. In de competitiecategorieën wordt alleen het eerste, tweede of derde werk van regisseurs toegelaten. Buiten de competities vinden er verschillende branche-evenementen plaats in het kader van het festival, zoals de "ZFF Academy" of de internationale "Zurich Summit", die het filmfestival tot een internationaal platform voor de filmindustrie hebben gemaakt.
De belangrijkste prijs is het Gouden Oog, die in alle competities wordt uitgereikt.

## Geschiedenis
In 2004 besloten Karl Spoerri en Tim Geser om het Engelse digitale filmfestival onedotzero_adventures in moving images te organiseren in Zürich. Van 29 tot en met 31 oktober 2004 was het festival te gast bij de Hochschule für Gestaltung und Kunst in Zürich. Dit kleine evenement groeide uit tot het Filmfestival van Zürich. In het voorjaar van 2005 richtten Karl Spoerri, Nadja Schildknecht en Antoine Monot, Jr. Spoundation Motion Picture GmbH op, dat sindsdien het Filmfestival van Zürich organiseert en wordt geleid door Karl Spoerri en Nadja Schildknecht. Antoine Monot, Jr. was vanaf de oprichting tot 2008 artistiek directeur, voordat hij deze rol overdroeg aan Karl Spoerri.
Het 1e Filmfestival van Zürich (5 tot en met 9 oktober 2005) werd gehouden in de Plaza-bioscopen in Zürich. De focus lag vooral op debuutfilms en ongeveer acht debuutfilms werden gepresenteerd in een competitiereeks. Andere filmreeksen waren onder andere "Debut Classics" en "Züri Bellevue". In het eerste jaar werd het festival al goed ontvangen door het publiek en trok het 8.000 bezoekers hoewel de pers en de industrie nog sceptisch waren over het jonge festival.
Het jonge filmfestival van Zürich maakte in 2007 een grote sprong toen het voor het eerst over een periode van elf dagen werd gehouden. Meer dan 50 wereld-, Europese of Zwitserse premières werden gepresenteerd op de "Film Mile" langs de Limmat. Het aantal toeschouwers steeg binnen drie jaar naar 27.000. Voor het eerst had het filmfestival van Zürich een centrum in het hart van de stad, een grote tent op de Rathausplatz werd de ontmoetingsplek voor filmliefhebbers en filmmakers. In 2007 werd het festival uitgebreid met het Zurich Coproduction Forum. Van 2008 tot 2012 bleef het filmfestival van Zürich zich ontwikkelen en verdubbelde het aantal bezoekers opnieuw.
In 2009 werd het filmfestival van Zürich overschaduwd door een bijzonder incident. Eregast Roman Polański werd bij aankomst in Zwitserland gearresteerd en negen maanden onder huisarrest geplaatst. In 2011 keerde hij, twee jaar te laat, terug naar het filmfestival van Zürich om zijn ereprijs in ontvangst te nemen.
In 2011 werd een nieuw festivalcentrum opgericht op de Sechseläutenplatz. In het operagebouw van Zürich vindt de prijsuitreikingsceremonie plaats. Sinds augustus 2016 heeft de NZZ-mediagroep een belang in zowel Zurich Film Festival AG, de organisator van het Zurich Film Festival, als in de marketingorganisatie Spoundation Motion Picture AG.
Op het 20e Filmfestival van Zürich in 2024 noteerde het festival een nieuw record met 140.000 bezoekers en bevestigde daarmee zijn reputatie als het op een na grootste filmfestival in de Duitstalige landen (na het Internationaal filmfestival van Berlijn).

## Secties
Er zijn twee competitiesecties: 
- (Internationaler) Spielfilm
- (Internationaler) Dokumentarfilm

Voormalige competitie:
- Fokus: Schweiz, Deutschland and Österreich, dat zich richtte op deze drie productielanden (van 2014 tot 2023)

### Buiten competitie
- Gala Premieren
- Signatures
- Hashtag
- Neue Welt Sicht
- Border Lines
- Window
- Sounds
- ZFF für Kinder
- ZFF Series

## Prijzen en eregasten

### A Tribute to…
A Tribute to… eert filmmakers die een grote invloed hebben gehad op de filmgeschiedenis. De winnaars nemen de prijs persoonlijk in Zürich in ontvangst en nemen doorgaans als spreker deel aan de ZFF Masters, waar zij hun ervaringen en kennis met de deelnemers delen.
| Jaar | Naam                     | Prijs                |
| ---- | ------------------------ | -------------------- |
| 2023 | Todd Haynes              | A Tribute to … Award |
| 2022 | Luca Guadagnino          | A Tribute to … Award |
| 2021 | Paolo Sorrentino         | A Tribute to … Award |
| 2020 | Maïwenn                  | A Tribute to … Award |
| 2019 | Roland Emmerich          | A Tribute to … Award |
| 2018 | Wim Wenders              | A Tribute to … Award |
| 2017 | Rob Reiner               | A Tribute to … Award |
| 2016 | Olivier Assayas          | A Tribute to … Award |
| 2015 | Mike Leigh               | A Tribute to … Award |
| 2014 | Claire Denis             | A Tribute to … Award |
| 2013 | Michael Haneke           | A Tribute to … Award |
| 2012 | Tom Tykwer               | A Tribute to … Award |
| 2011 | Paul Haggis              | A Tribute to … Award |
| 2010 | Miloš Forman             | A Tribute to … Award |
| 2009 | Roman Polański           | A Tribute to … Award |
| 2008 | Costa-Gavras             | A Tribute to … Award |
| 2007 | Oliver Stone             | A Tribute to … Award |
| 2006 | Stephen Frears           | A Tribute to … Award |
| 2005 | Rainer Werner Fassbinder | Retrospektive        |

### Golden Icon Award
In 2008 werd voor het eerst de Golden Icon Award uitgereikt. Het is een prijs die de oeuvreprestatie van een acteur of actrice eert.
| Jaar | Naam                  | Prijs             |
| ---- | --------------------- | ----------------- |
| 2024 | Kate Winslet          | Golden Icon Award |
| 2023 | Jessica Chastain      | Golden Icon Award |
| 2022 | Sir Ben Kingsley      | Golden Icon Award |
| 2021 | Sharon Stone          | Golden Icon Award |
| 2020 | Juliette Binoche      | Golden Icon Award |
| 2019 | Cate Blanchett        | Golden Icon Award |
| 2018 | Judi Dench            | Golden Icon Award |
| 2017 | Glenn Close           | Golden Icon Award |
| 2016 | Hugh Grant            | Golden Icon Award |
| 2015 | Arnold Schwarzenegger | Golden Icon Award |
| 2014 | Diane Keaton          | Golden Icon Award |
| 2013 | Hugh Jackman          | Golden Icon Award |
| 2012 | Richard Gere          | Golden Icon Award |
| 2011 | Sean Penn             | Golden Icon Award |
| 2010 | Michael Douglas       | Golden Icon Award |
| 2009 | Morgan Freeman        | Golden Icon Award |
| 2008 | Sylvester Stallone    | Golden Icon Award |

### Career & Lifetime Achievement Awards
De Career Achievement Award wordt uitgereikt aan een persoonlijkheid die zich heeft onderscheiden op het gebied van productie, regie of interdisciplinariteit. De winnaars van de prijs worden geëerd met een Gouden Oog (Golden Eye). De Lifetime Achievement Award eert het leven en werk van persoonlijkheden uit verschillende vakgebieden die de filmgeschiedenis hebben verrijkt en vormgegeven.
| Jaar | Naam                                       | Prijs                                                        |
| ---- | ------------------------------------------ | ------------------------------------------------------------ |
| 2024 | Emil Steinberger                           | Lifetime Achievement Award                                   |
| 2024 | Howard Shore                               | Career Achievement Award                                     |
| 2024 | Pamela Anderson, Alicia Vikander, Jude Law | Golden Eye Award                                             |
| 2023 | Mads Mikkelsen, Diane Kruger               | Golden Eye Award                                             |
| 2023 | Volker Bertelmann, Michel Merkt            | Career Achievement Award                                     |
| 2022 | Eddie Redmayne, Charlotte Gainsbourg       | Golden Eye Award                                             |
| 2022 | Rachel Portman                             | Career Achievement Award                                     |
| 2021 | Mychael Danna                              | Career Achievement Award                                     |
| 2021 | Paul Schrader                              | Lifetime Achievement Award                                   |
| 2021 | Andrey Mordovsky                           | Golden Eye Award                                             |
| 2020 | Iris Berben, Til Schweiger                 | Golden Eye Award                                             |
| 2020 | Rolf Lyssy                                 | Career Achievement Award                                     |
| 2019 | Kristen Stewart                            | Golden Eye Award                                             |
| 2018 | Donald Sutherland                          | Lifetime Achievement Award                                   |
| 2017 | Aaron Sorkin                               | Career Achievement Award                                     |
| 2017 | Andrew Garfield, Jake Gyllenhaal           | Golden Eye Award                                             |
| 2016 | Marcel Hoehn                               | Lifetime Achievement Award                                   |
| 2016 | Lorenzo di Bonaventura                     | Career Achievement Award                                     |
| 2015 | Armin Mueller-Stahl                        | Lifetime Achievement Award                                   |
| 2015 | Steve Golin, Liam Hemsworth                | Career Achievement Award, Golden Eye Award: The New A-Lister |
| 2014 | Michael Shamberg                           | Career Achievement Award                                     |
| 2014 | Hans Zimmer, John Malkovich                | Lifetime Achievement Award, Golden Eye Award                 |
| 2013 | Tim Bevan, Eric Fellner                    | Career Achievement Award                                     |
| 2013 | Harrison Ford                              | Lifetime Achievement Award                                   |
| 2012 | Jerry Weintraub                            | Career Achievement Award                                     |
| 2012 | John Travolta, Helen Hunt                  | Lifetime Achievement Award, Golden Eye Award                 |
| 2011 | Alejandro González Iñárritu                | Career Achievement Award                                     |
| 2010 |                                            |                                                              |
| 2009 | Michael Keaton                             | Lifetime Achievement Award                                   |

## Prijzen competitie
- Golden Eye (Gouden Oog): In elke categorie kent een aparte, internationaal samengestelde jury een Golden Eye toe aan de beste film. De prijs bedraagt 25.000 Zwitserse frank (internationale competitie voor speelfilms en documentaires) of 20.000 Zwitserse frank (focus). Daarnaast ontvangen de winnende films promotionele mogelijkheden voor distributie in Zwitserland.
- Emerging Swiss Talent Award: Alle Zwitserse producties (1e, 2e of 3e speelfilm van de regisseur) die op het festival worden vertoond, worden genomineerd. De prijs bedraagt 10.000 Zwitserse frank.
- Audience Award (Publieksprijs): Het publiek kiest zijn favoriete film uit alle inzendingen van de competitie. De publieksprijs wordt uitgereikt tijdens de prijsuitreikingsceremonie.